# مسرح الدمى
مسرح الدّمى أو مسرح العرائس هو فن شعبي قديم جدا، يعود أصله إلى الثقافات الآسيوية القديمة. ازدهر مسرح الدمى في البلاد العربية مباشرة بعد سقوط الأندلس في نهاية القرن الثالث عشرة، وكان وسيلة لتسلية الناس بجانب خيال الظل حيث كان وسيلة جيدة لحكاية القصص ذات دلالات قيمية، إنسانية أو سياسية دون الاحتكاك مع الحكام. وكما هو حال قصص خيال الظل، كان مسرح الدمى يعبر عن الأوضاع الاجتماعية والسياسية. من أشهر فناني مسرح الدّمى في العصر الحديث كان الفنان محمود شكوكو (مصر 1912 - 1985).
في عروض مسرح الدّمى يختبئ «المخرج» تحت طاولة ويحرك الدّمى بخيوط ممدودة تحت الطاولة التي تحمل الدمى، وفي نسخة أحدث، يختبئ المخرج خلف لوح خشبي ويُدخل يديه في الدمى ويحركها بصوابعه فوق لوح الخشب ويتكلم عن لسانها بأصوات مختلفة حيث يضع في فمه جهازا يُغير الصوت. كما هي العادة في العالم كله، عروض مسرح الدّمى تكون في الشوارع والميادين والحدائق.
تختلف دمى المسرح عن دمى الماريونيت التي يُحركها الفنان من الفوق بخيوط متصلة بأعضائها المختلفة. كما تختلف عن دمى خيال الظل حيث انّ أجسام الدمية تكون أسطوانية الشكل وليست على شكل رقائق. ويتم إلباس الدمى ملابس تليق بشخصيتها في القصة كما تملك وجها معبرا وشعر أو منديل رأس أو قبعة.
عادة ما تكون عروض مسرح الدمى اقرب للتهريج الشعبي والكوميديا من فن خيال الظل، حيث عادة ما يكون الحوار مرتجلا حسب ظروف الموقف.

## التاريخ

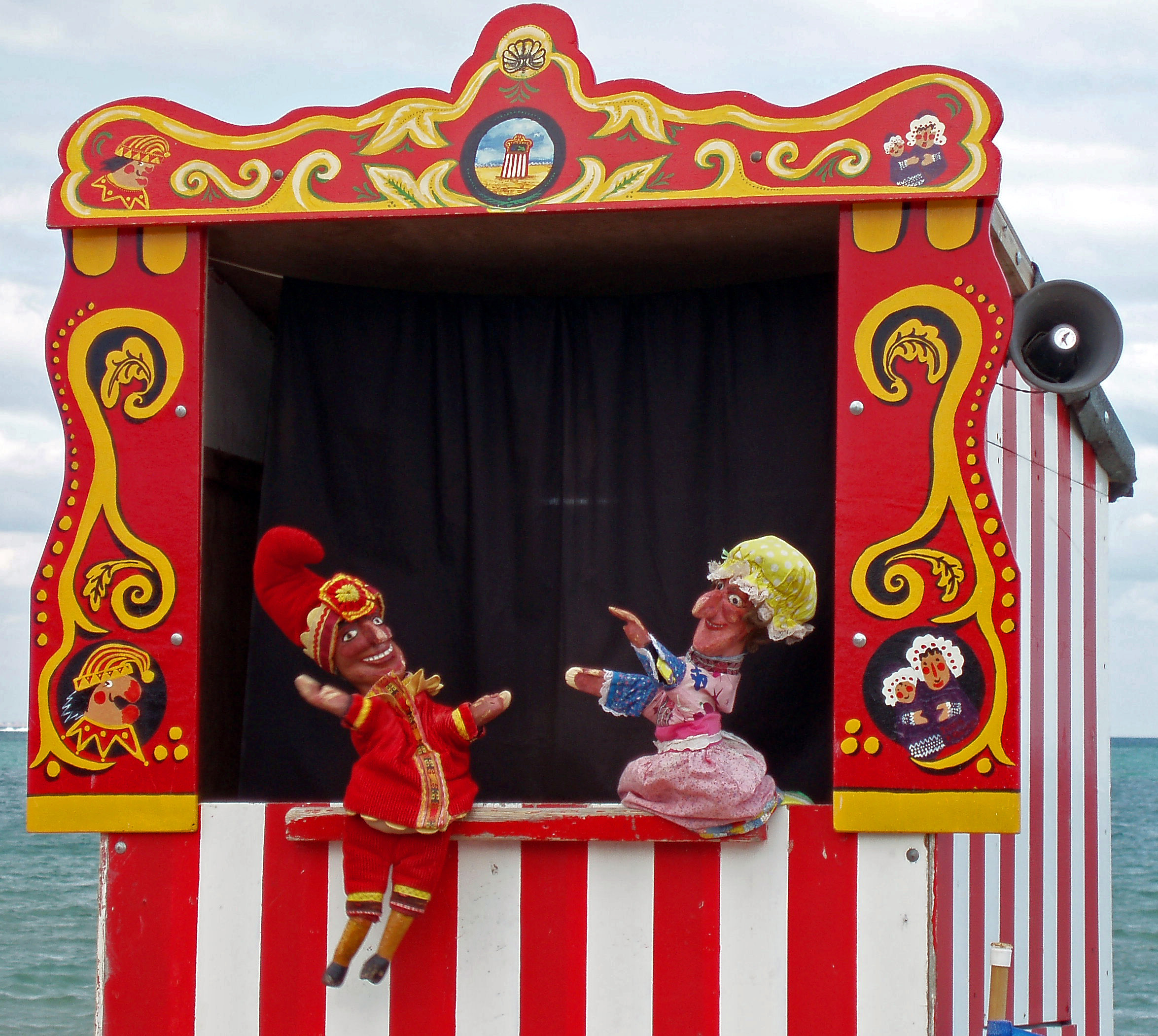
نموذج أوروبى لمسرح الدمى.

يعتبر فن عرض الدمى من الفنون القديمة التي تعود جذورها ل 4000 سنة فقد استخدمت الدمى في ذلك الوقت للتواصل وايصال الافكر ورغبات البشر في الجتمعات كافة. ادعى بعض علماء التاريخ بان الدمى بقديم الزمان كانت تستخدم لاعمال أخرى غير التمثيل حيث في مصر القديمة قبل حوالي 2000 سنة قبل الميلاد كان الدمى مصنوعة من الخشب والعصي وستخدم لعجن الخبز كما تم العثور على دمى مصنوعة من الطين والعاج ومربوطة باسلاك في مقابر المصرين القدماء ووصفت بعض الرسوم الهيروغليفية انذاك ان في ذلك العصر كانت هنالك تماثيل قادرة على المشي وكانت تستخد لامور تخص الدين. كان لليونان القديمة نصيب من عالم الدمى حيث يمكن الاطلاع على أقدم السجلات المكتوبة والتي تخص عروض الدمى في أعمال هيرودوت وزينوفون والتي يرجع تاريخها إلى القرن الخامس قبل الميلاد.

### افريقيا
ربما قد ورثت منطقة جنوب الصحراء الكبرى في افريقيا بعض التقاليد عروض الدمى من المصرين القدماء وبالتاكيد لا تزال المجتمعات السرية في العديد من الجماعات الأفريقية تستخدم الدمى (والأقنعة) في العديد من الطقوس كاحتفالات الشفاء من مرض معين اوالصيد اما اليوم فتستمر عروض الدمى كاشكل من اشكال الاحتفالات الشائعة والتي عادة ما يصاحبها عروض ازياء الشعبية والتي تتظمن الرقص الشعبي وقص القصص وارتداء الاقنعة وفي عام 2010 لا تزال الدمى تؤدي وظيفة نقل القيم والأفكار الثقافية من خلال العروض التي تقام بالمدن الكبرى  في المناطق الريفية ومن خلال التعليم والكتب والسينما والتلفزيون.

### آسيا

#### شرق اسيا  والجنوب الشرقي وجنوب آسيا

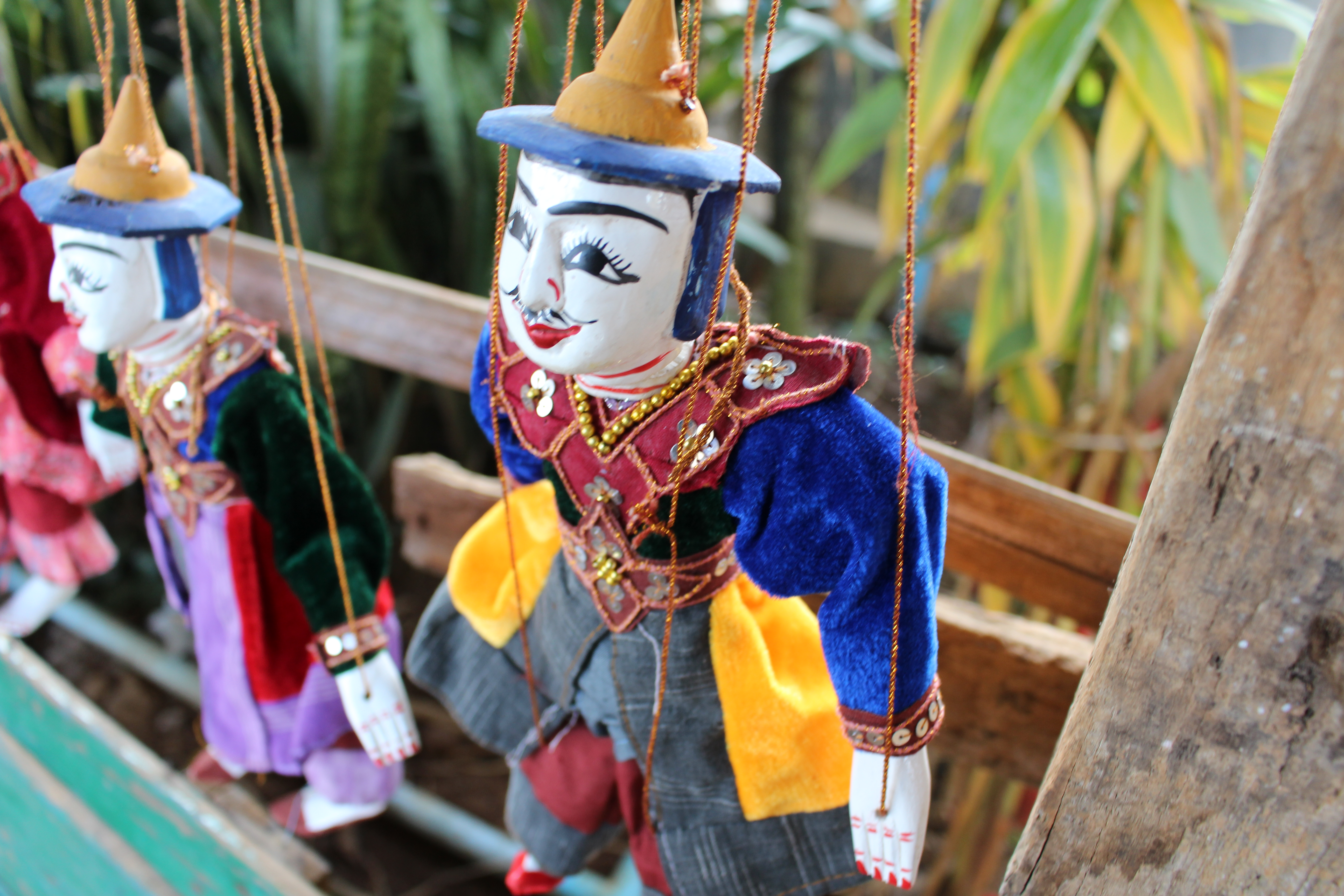
دمية القائد الاعلى وهي شخصية تقليدية في بورما.

أما في حضارة وادي السند فالدليل على وجود الدمى ضئيل جدا لايقارن مع بقية الاماكن حيث ان العلماء الاثار كشفوا عن دمية التراكوتا وجدوها في مكان ما والتي رأسها قابل للفصل ويتم التحكم بها بواسطة اسلاك ويعود تاريخ هذه الدمية إلى 2500 سنة قبل الميلاد وعثروا كذلك على دمية قرد التراكوتا والتي يمكن التحكم بيها بواسطة عصى لتحقيق اقل قدر ممكن من الحركة في كلا الدميتين وقد وصفت هذه الدمى في الملحمة المابهاراتا الشهيرة وكذلك الادب التاميلي خلال عصر السانجام والعديد من الأعمال الادبية الأخرى التي يعود تاريخها إلى أواخر القرون قبل الميلاد وإلى أوائل القرون بعد الميلاد مثل مراسيم أشوكا وأعمال مثل ناتيا شاسترا وادب الكاماسوترا حيث وضح مسالة الدمى بالتفاصيل. تأثر مسرح اويانغ الجافاني بالتقاليد الهندية كثيرا حيث كشف بعض علماء الاثار انهم تقفوا اثر اصل الدمى إلى الهند قبل عام  4000 حيث كانت تعرف  الشخصية الرئيسية في مسرحيات في اللغة السنسكريتية ب«سوترادارا» حامل الاوتار. تعتبر اويانغ تقليد عريق للدمى والذي يقام في اندونيسيا وبالخاصة في جافا وبالي. ففي جافا فان عرض وايانغ كوليت عبارة عن عرض يعتمد بشكل اساسي على ظل الدمى الذي يبدو من خلال ستارة بيضاء بفعل الضوء الساقط على الدمى من الخلف ويعتبر هذا العرض أحد اقدم العروض هنالك ويستخدم لقص الخرافات والاساطير القديمة في اندونسيا.
بينما يعود تاريخ الدمى بالصين إلى 3000 سنة وبالتحديد في بي يونغ شي أي مسرح خيال الظل أو كما يعرف  الآن بمسرح خيال الظل الصيني حيث كان العرض يقدم بامر من عائلة سونك (960-1279 قبل الميلاد) لكل شرائح المجتمع بما في ذلك الحكام. كان محاكي الدمى في أوروبا أنذاك تعبرون من الطبقة الاجتماعية المتدنية. اما في تايوان فكان عرض بوداشي للدمى والذي يشبه إلى حد كبير عرض عروض بونراكو اليابانية حيث يجلس محركي الدمى في الخلف أو تحت المسرح ويقومون بتحريك الدمى لتقوم بعمل العديد من الحركات البهلوانية المثيرة للاهتمام كالشقلبة.
في اليابان هنالك العديد من عروض الدمى مثل البونراكو حيث أنبثق هذا العرض المسرحي من طقوس معبد شينتو وتطور فيما بعد ليصبح أحد أكثر العروض تطور وتعقيد. يعتبر جيكيماتسو مونزايمون أحد أشهر كتاب المسرحيات حيث تخلى عن كتابة الكابوكي وضع كل تركيزه على كتابة مسرحيات البونراكو والتي تحتاج فقط إلى محرك دمى واحد. بحلول عام 1730 كان يستخدم 3 محركي دمى للقيام بالعرض كاملا ويرتدي محركي الدمى اللون الاسود مع خلفية سوداء ويسلط الضوء على الدمية الخشبية فقط لتظهر الدمية من دون المحركين.
اما في الفيتنام فعرض الدمى يخلف كليا عن العروض الأخرى فعرض الدمى يكون بالمياه حيث ان الدمى قد بنيت من الخشب والعرض ينفذ في بركة كبيرة تصل حتى منطقة الخصر وهنالك عصى كبيرة الحجم يستخدمها المحركين من تحت المياه للتحكم بالدمى مما يخلق منظرمذهل للدمى التي تتحرك فوق المياه. يعود تاريخ هذا العرض إلى أكثر من سبع قرون حينما كانت حقول الارز تغمر بالمياه ويظطر القروين لاستخدام هذا العرض للتسلية. أدت مسابقات عرض الدمى بين القرى الفيتنامية في النهاية إلى إنشاء جماعات سرية  للدمى.
يوجد في الفلبين العديد من عروض الدمى المتنوعة بالرغم من ان هذه العروض لم تكن سمية حتى نهاية القرن التاسع عشر وبين هذه العرض يعد عرض الظل وعرض الدمى المرتبطة بالعصي أحد اقدم العروش واشهرها.

#### الهند

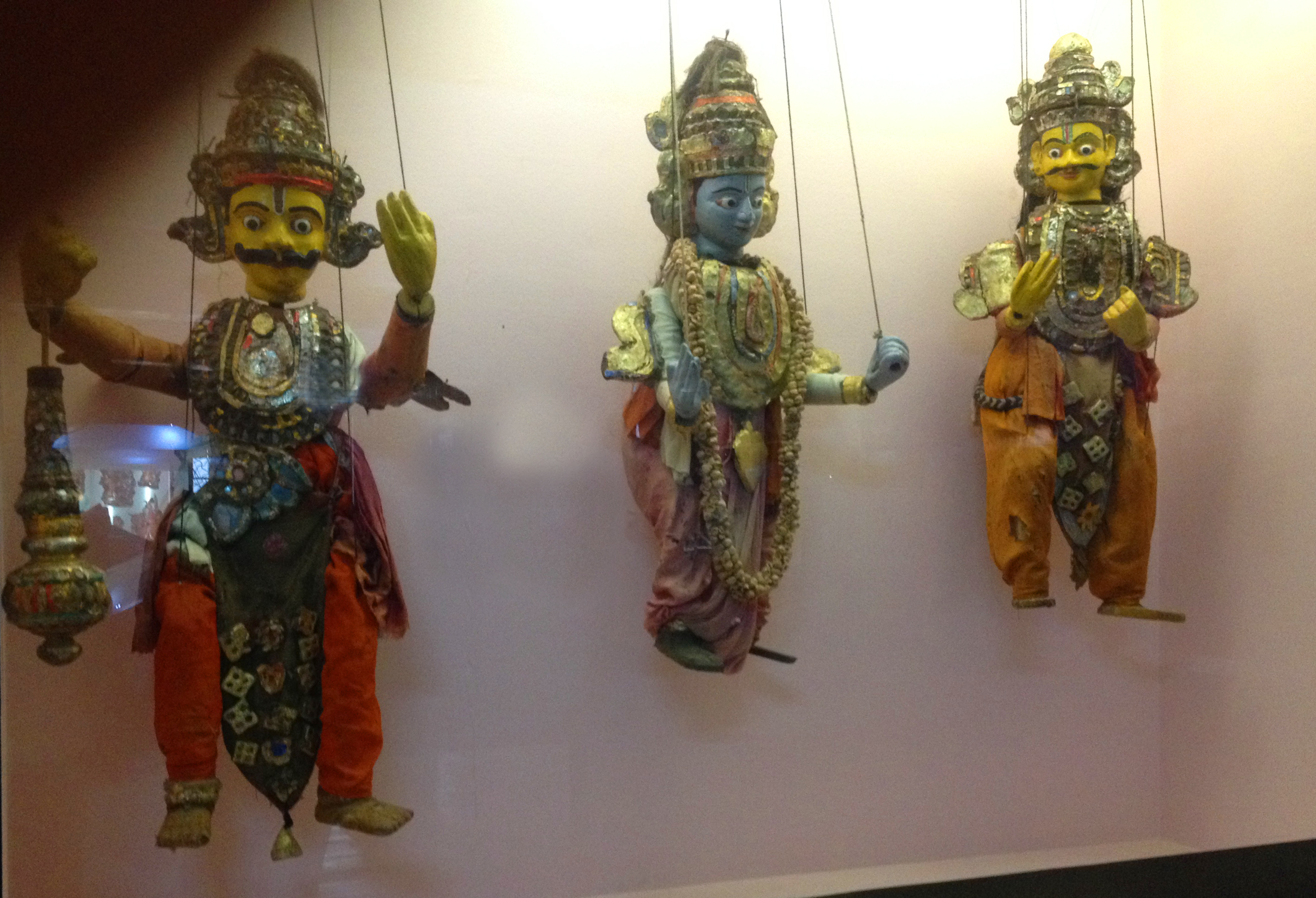
دمى الخيوط من الهند.

للهند تاريخ طويل  فيما يخص عروض الدمى حيث ان العديد من قصص الدمى وردت في ملحمة المهابهاراتا الشهيرة ويعد المسرح الكاثبوتي للدمى المتحركة بالاسلاك والعصي التي تشبه القصبات من أشهر المسارح في منطقة راجستان. يوجد في الهند العديد من الذين يقومون بعروض التكلم من البطن حيث ان أول من قام بهذا الامر البروفيسور واي كاي باداهي والذي قدم هذا النوع من الفنون في عام 1920 ومضى ولده راماس باداهي فيما بعد على درب ابيه حتى أصبح أحد أشهر المتكلمين من البطن في الهند. توجد كل أنواع عروض الدمى في الهند أو قد وجدت في فترة من الزمن في الهند.

#### دمى الخيوط
للهند تاريخ غني يعود لقديم الزمان فيما يخص  الدمى المتحركة بالعصي (الماريونت) حيث ان دمى الماريوت ذات الاطراف المفصلية ترتبط بعصي تعطي محرك الدمى الحرية التامه وتسهل عملية تحريكها. ان المناطق التي اشتهرت وانتعش فيها هذه العروض هي راجستان واوراسي وكارناتاكا وتاميل نادو. ان دمى الماريوت التقليدية في راجستان تعرف هناك " كاثبولتي" وتنحت من قطعة خشب واحدة. تكون هذه الدمى مزينة بملابس ذات الوان متعددة وجميلة. تعرف الدمى المتحركة في اويسا ب (كونداي) بينما تعرف في كارناكا ب (كومبايتا)  وتعرف دمى تاميل ب (نودو بوومالاتوم".

#### دمى الظل
يوجد في الهند العديد من دمى الظل التي تختلف وتتباين من ناحية الشكل والنوع التي تصنع بالعادة من قطعة من الجلد وتعالج بطريقة خاصة لتصبح شفافة إلى حدما ثم توضع هذه الدمى بين الشاشة من جهة والضوء من جهة أخرى وان التحكم في بعد بين الضوء عن الشاشة هو مايعطي الظل التدرج اللوني الذي يراه المشاهدين. تتواجد هذه العروض في مناطق اوريسا وكيرالا واندهارا وبرادشا وكارناتاكا وماهاراتا واخيرا تاميل نودو. يعتبر الثولبافاكوثو عرض مسرحيا لمسرح دمى الظل والذي يقدم في منطقة كيرالا بالهند على وجه الخصوص. يعرف مسرح الظل في منطقة كاماتاكا ب (توجولو كومبايتا). ان دمى مسرح الظل بالعادة تكون صغيرة الحجم الا ان هنالك دمى كبيرة  وهذا يرجع بالاساس إلى الطبقة الاجتماعية فعلى سبيل المثال ان العروض التي تقدم للملوك ورجال الدين تكون الدمى فيها كبيرة بينما العكس يقدم لعامة الناس والخدم.

#### دمى القصبات
تعتبر دمى القصبات ملحق لدمى القفاز ولكنها تمتاز بحجمها الكبير ووجود قصبة على شكل دعامة ترتبط باسفل الدمية للتحكم بها وتنحت هذه الدمى من الخشب على اشكال متنوعة ومتعددة حسب المنطقة حيث تتواجد في منطقة غرب البنغال وأوريسا في الهند. تعرف دمى القصبات في منطقة غرب البنغال بالبوتول نوتتش. اما في بيهار فتعرف ب (يام بوري)

#### دمى القفاز
تعرف دمى القفاز أيضا بدمى اليد أو دمى راحة اليد وتصنع من العديد من المواد مثلا يصنع رأس الدمية اما من الورق المعجن أو الخشب اوالقماش اما باقي جسد الدمية فيتكون من قطعة من القماش تشبه أكمام القمصان وللدمية كذلك يدان وعنق. قد تكون هذه الدمى أعتيادية وليست ذأت شان في يد الهواة ولكن إذا ما وقعت بيد خبير في الدمى فأنها قادرة على القيام بالعديد من الحركات فأسلوب تحريك الدمية بسيط جدا اذ ان يد محرك الدمى تسيطر على كل حركات الدمية فالاصبع الأول يدخل في رأس الدمية وكذلك يدخل الاصبع الأوسط والإبهام في كلتا يديها وهذه الاصابع تعيد الحياة للدمية
تزداد عروض دمى القفاز رواجا في مناطق أوتر براديش واوريسا وغرب البنغال واخيرا في كيرالا حيث ان عروض الدمى في منطقة أوتر براديش عادة ما تقدم مواضيع أجتماعية بينما في أورسيا فالعروض بالعادة تستند على قصص رادا وكريشانا الشعبية وان محركي الدمى يعزفون على الطبل بيدهم اليمنى ويحركوا الدمية باليد الأخرى مما يخلق جو مشحون بالدراما للمشاهدين. تسمى دمى القفاز في كيرالا بافاكوثو.

#### أفغانستان
في أفغانستان هنالك عرض للدمى يسمى البوز باز حيث يقوم الشخص بتحريك الدمية المتحركة (الماريونت) المصنوعة على شكل حيوان (الماخور) وهو نوع من الوعول بينما يعزف على آلة الدمبورا.

### غرب اسيا
إن المسارح الدمى في الشرق الأوسط لايختلف حالها عن حال بقية المسارح فقد تاثرت بتيار ثقافي معين ووقعت هذه المسارح تحت تأثير الحضارة الإسلامية. ان لمسرح الظل التركي القاراقوز تأثير واسع بالمنطقة وكان يعتقد بانه قد انتقل من الصين عن طريق الهند ثم فيما بعد انتقل على يد المغول من الصين إلى الاتراك في اواسط اسيا. ان فن مسرح الظل وصل إلى الاناضول من خلال هجرة الاتراك من أواسط أسيا اليها فيما ادعى اخرون ان الفن قد وصل الاناضول من مصر بالقرن السادس عشر وزعم المدافعون عن هذا الرأي بان مسارح الظل كانت قد وجدت سبيلها لقصرو السلاطين العثمانين فحينما فتح السلطان سليم الأول وهو بسن 25 بلاد مصر سنة 1517 ميلادية شاهد عروض مسارح الظل في إحدى الحفلات التي أقيمت هنالك تكريما له وقيل انه اعجب بالعرض وقرر ان ياخذ بعض من محركي الدمى معه إلى إسطنبول وفي وقت لاحق ابدى السلطان سليمان القانوني أهتمامه الشديد بالموضوع.
وفي مناطق أخرى فان اسلوب مسارح الظل يعرف بخيال الظل وهي استعارة بلاغية تترجم إلى خيال الظل أو وهم الخيال. يرافق هذه المسرحية صوت قرع الطبول وعزف المزامير والدفوف والكثير من المؤثرات الثانوية الأخرى  كالدخان وهزيم الرعد والعديد من الاصوات الأخرى كالصرير وخشخشة التي قد تثير ضحكة الجمهور اوقد تصيبهم بالقشعريرة.
ظهرت الدمى في إيران سنة 1000 بعد الميلاد حيث ظهرت في بادى الامر دمى القفاز والدمى العصي اما بقية الانواع فقد وصلت إيران خلال الفترة حكم عائلة القاجار التي أمتدت من القرن الثامن عشر إلى القرن التاسع عشر من تركيا وسيطرت على المنطقة جمعاء. تعتبر خيمة شاب باز إحدى أهم الاماكن التقليدية التي يقدم بيها الموسيقيين عروضهم وراواة القصص حكاياتهم وتسمى بالمورشيد أو النغال وبالعادة تقدم هذه العروض بالإضافة إلى سرد القصص في المقاهي  كمقهى غايد خان وتجري احداث القصة بين مورشيد والدمى ويعتبر عرض روستم وسوهراب في الآونة الاخيرة  كمثال على ذلك.

### أوروبا

#### اليونان القديمة وروما

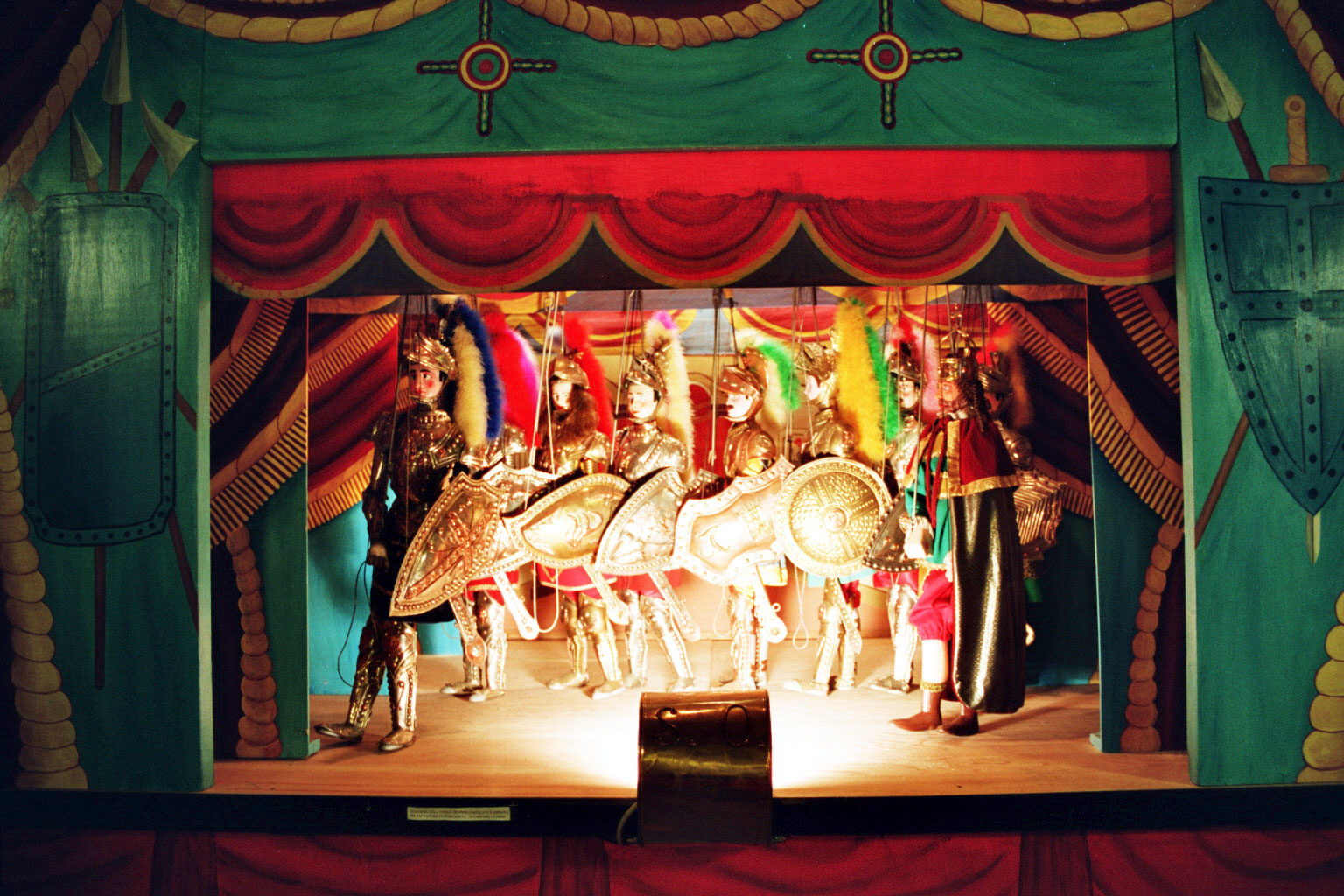
مسرح الدمى في صقلية.

بالرغم من قلة الشواهد على وجود الدمى باليونان القديمة الا ان الادب التاريخ واكتشافات علماء الاثار قدمت لنا دليلا دامغا على وجود تى للك الدم وان كلمة "νευρόσπαστος"  باللاتينية تعني دمية والتي تعني حرفيا ما يسحب بالعصي وقد جاءت هذه الكلمة من عدة اقسام اولا "νεῦρον"  والتي تعني عصب، وتر، عضلة أو سلك اما "σπάω" والتي تعني سحب أو دفع. أشار كلا من ارسطو وأفلاطون إلى الدمى في كتبهم حيث أشار ارسطو إلى الأوتار المرتبطة برأس الدمية والتي تحرك عيني وأكتاف ورأس الدمية وحتى يدي وقدميها اما أفلاطون فقد ذكر الدمى في كثير من أعماله، ان ملاحم الإلياذة والاوديسا وهي ملاحم شعرية معروفة قد قدمت مرات عديدة على شكل عروض للدمى  وان أصل المسرحيات الاوربية يعود إلى المسرحيات الدمى في اليونان والتي كانت تقدم لعامة الشعب ف  القرن الخامس قبل الميلاد وظهرت هذه المسرحيات على مسارح مشهور كمسرح ديونيوس أو أكروبول بالقرن الثالث قبل الميلاد.
وجد علماء الاثار بعض الدمى المصنوعة من الطين والعاج والتي يعود تاريخها إلى 5ΟΟ سنة قبل الميلاد في قبورالاطفال في مناطق مثل اليونان وروما وكان لبعض الدمى قضيب حديدي متصل بمنطقة الراس لتحكم وتحريكها ولكن بعض هذه الدمى لم يكن فيها هذا القضيب الحديدي مما جعل العلماء يشكون ان هذه الدمى كانت دمى عادية للأطفال وليست دمى المسارح وكذلك ان حجمها الصغير اكد هذا الامر وبالحقيقة مازالت الدمى تصنع في صقليا إلى يومنا هذا.

### إيطاليا

#### العصور الوسطى وعصر النهضة
تعتبر إيطاليا بنظر الكثيرين منبع الدمى الماريوت المتحركة وذلك للتأثير القوي الذي قدمته مسارح الدمى الرومانية كمسرح زينوفون والبلوتاريخ بينما استغلت الكنيسة عروض الدمى لتقديم عروض ذات طبع أخلاقي ويعتقد ان كلمة ماريوت تعود بالأصل إلى إحدى دمى مريم العذراء وبالتالي فان مشاركة الماريوت التي تشير إلى مريم العذراء في مسرحيات وعروض كوميدية اصاب الكنيسة بالغضب مما حملها للقيام بحملة لمنع هكذا نوع من العروض.رد محركي الدمى بإقامة العديد من العروض امام الكاتدرائيات واصبحت العروض أكثر سفاهة وتهريجا ونتيجة لذلك ظهر نوع من الكوميديا يسمى بالكوميديا المرتجلة. كانت عروض الدمى تتمحور حول عروض ساخرة كوميدية أو عروض حول مسرحيات وليم شكسبير حيث تقوم الدمى محل البشر.
اما في صقلية تزين العربات التي تجرها الحمير من كلا الجانبين وتصبغ الجدران على اشعار القصائد الفرنسية الرومانسية مثل نشيد رولاند وتقدم العروض في مسارح تقليدية تسمى بمسارح الدمى الصقلية أو اوبرا دي بوبي وهي إحدى العادات والتقاليد الشائعة في صقلية اما الكانتاتوي فهو القاص الذي يروي الحكايات ويعد تروبادور من أشهر رواة الحكايات  والذي ذاع صيته في فترة حكم الإمبراطور فريدريك الثاني إمبراطور روما العظيم  في النصف الثاني من القرن الثالث عشر.

#### القرن الثامن عشر والقرن التاسع عشر
يعتبر القرن الثامن عشر فترة ذهبية في حياة المسارح الايطالية لما شهدته من تطور وكان مسرح الدمى أحد تلك المسارح. كانت عروض الدمى المتحركة بالقصبات موجهة للطبقة الكادحة «عامة الناس» اما عروض الدمى المتحركة«الماريونت» فقد كانت للطبقة الأرستقراطية  في الحفلات التي يقيموها مثل احتفالات حركة التنوير.ان التأثير والإتقان والتعقيد في بنية الدمى والمسارح وقصص كانت من الامور التي اعطت لتلك العروض الشهرة في أوروبا وفي البندقية بالتحديد.
وبحلول القرن التاسع عشر تطورت عروض الدمى على يد بيترو راديلو حيث أصبحت الدمى أكثر تعقيد بعد ان إضافة ثمانية عصي للدمية  المتحركة «الماريونت» الواحدة مما يعطي محرك الدمى القدرة على تحريك كل اطراف الدمية بسهولة.

### فرنسا
تعتبر دمية كوينول إحدى أهم وأشهر الدمى في فرنسا وبالرغم من ان عرض كوينول بالأصل لتسلية الأطفال الا ان ذكاء الدمية الحاد جعل منها محط انظار البالغين أيضا وكذلك ظهر كوينول كشعار لفرقة مسرحية من ليون «كوينول يسلي الأطفال ويعلم الكبار» يعد لورينت مورجوت مخترع شخصية ودمية كوينول وكان لورينت قد عانى الامرين خلال فترة الثورة الفرنسية ولكن في عم 1797 بدأ لورينت بممارسة طب الاسنان وكان آنذاك عبارة عن خلق للسن من فم المريض وعمل لورينت على تقديم بعض العروض امام كرسي الطبب للمرضى لتشتيت انتباههم.
تضمن عرض لورينت الأول شخصية يولجينلي وهي شخصية استعارها من الكوميديا المرتجلة الايطالية وفي عام 1814 حقق لورينت نجاحا كبيرا لدرجة انه ترك مهنة طب الاسنان واصبح محترفا بعروض الدمى وقام بكتابة العديد من السيناريوهات الخاصة به حول مواضيع تخص الطبقة العاملة من المجتمع بالإضافة إلى المواضيع الشائع آنذاك
كانت الشخصيات التي يقدمها قريبة من الواقع في مدينة ليون مثل شخصية كانفورم عريف الشرطة الذي يحب الشراب ثم قدم شخصيو كوينول عام 1818 ثم إضافة مادلين زوجة كوينول ثم اخيرا فلاكيوت الذي يعمل بالدرك. لم تكن هذه الشخصيات سوى شخصيات ثانوية يقول كوينبول بهزيمتهم في كل مرة حيث يمثل كوينبول انتصلر لخير على الشر.

### بريطانيا العظمى

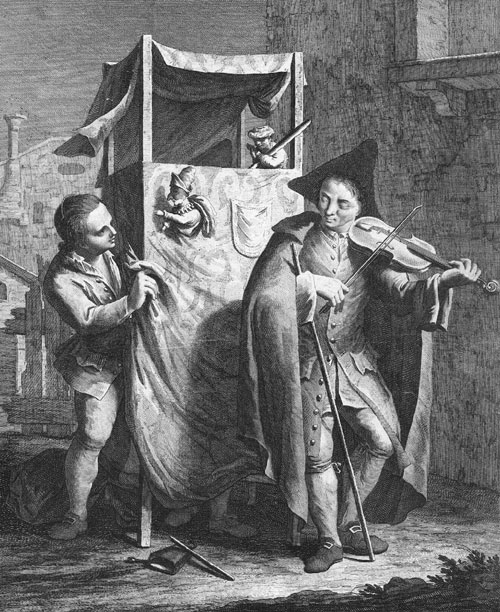
مسرحية للدمى على اسلوب بونتش وجودي في بريطانيا سنة 1770.

يعتبر عرض بونتش وجودي أحد العروض التقليدية في بريطانيا والذي يعود جذوره إلى القرن السادس عشر وفي إيطاليا بالتحديد حيث كانت عروض الكوميديا المرتجلة شائعة انذاك. ان شخصية بونتش مستوحاة من شخصية بونتشنيلا أو PUNCHINNELLO التي تجسد الاحتيال وسوء السلوك. كان العرض يتالف من شخصيتين هما بونتش وزوجته جوان والتي عرفت فيما بعد باسم جودي وظهرت المسرحية في نهايات القرن الثامن عشر وحتى بدايات القرن التاسع عشر حيث كان العرض يقدم من مقصورة صغيرة الحجم (كشك) يسهل نقلها اما في القرن العشرين فقد حرضت نقابة فن الدمى البريطانية على تقديم هذه العروض حيث قام موسسى ي النقابة H. W. Whanslaw و Waldo Lanchester على تطوير وتشجيع العروض التي تروج على الكتب والادب وتركز بالمقام الأول على فن الدمى المتحركة (الماريونت). كان لانتشير يملك مسرح متنقل وملتقى دائم في مهرجان مالفيرين الشهير في مدينة مالفيرين في مقاطعة وسترشير حيث جذب الاحتفال انظار جورج برنارد شو الكاتب البريطاني المشهور في إحدى المرات وقدم عرض دمى قام هو بتأليفه يسمى  SHAKES VERSUS SHAVعام 1949.
قدم جري اندرسون منذ عام 1957 وحتى عام 1969 العديد من الأعمال التلفزيونية التي تخص دمى الماريونت  ابتداء بمغامرات تويزل ببطولة روبيرت هايت وأنتهاءا بعرض جهاز الأمن السري ولكن ثندر بيرد كان أفضل عرض قدمته الشاشة انذاك. وظف اندرسون تقنية تسمى رسوم الدمى المتحركة والتي تقوم على ضبط ومزامنة حركة فم الدمية مع النص الشخصية المسجل مسبقا وفي عام 1983 عاد اندرسون لعروض الدمى وقدم مسرحية  تيراهوك ثم الحقها عام 1987 بمسرحية شرطة الفضاء الذي لم تعرض على التلفاز.
اما في وقتنا هذا فيوجد العديد من المسارح الدمى مثل مسرح ليتل انجل في إزلنغتون، لندن ومسرح بارج في لندن  ومسرح نورويج في هارليكوين ومسرح روس ان سيل في ويلز ومسرح بايكر للدمى في بايكلر، لاناركشاير، اسكتلاندة

### هولندا والدنمارك ورومانيا وروسيا
أنتشرت قصة بوتشينيلا  كالنار في الهشيم أنذاك واختلفت أسماء الشخصيات الرئيسية من مكان لاخر حيث  في هولندا يسمى بونتش بجان كلاسين وجودي فسميت كاترين اما في الدنمارك سمي  بمستر جاكل وفي روسيا بتروشكا واخيرا في رومانيا أطلق عليه فاسيليكي. قام المسرح المركزي الروسي في موسكو وفروعة في كافة انحاء البلاد بعرض مسرحية  بونتش وجودي حيث زادت من شهرة محركي الدمى وعالم الدمى بشكل عام.

### ألمانيا والنمسا
هنالك تاريخ طويل الامد فيما يخص عروض الدمى في ألمانيا والنمسا حيث ان هذا الفن قد اشتق من الكوميديا المرتجلة التي ظهرت في إيطاليا في القرن السادس عشر وكانت النسخة الألمانية لشخصية بونتش تسمى كاسبيرلي بينما كانت تسمى جودي بكريتي وكانت دور الاوبرا في القرن الثامن  تتمحور حول عروض لدمى مثل كلوك وهايدين وديفالا وريسبيكيني.
يعتبر الكونت فرانس بوشي أحد أشهر كتاب ادب المسرح في ألمانيا حيث قدم العديد من المسرحيات التي عرضت مايقارب 40 منها على مسرح الدمى في ميورنخ الذي قام هو بتأسيسه عام 1885 , وأضافة إلى ذلك كان فرانس بارع في الشعر والرسم والتلحين  اما البرت روسر فقد قدم العديد من المسرحيات التي صنعت تاثيرا كبيرا في تاريخ مسرح الدمى وخاصة عروض التي قدمت في شتوتكارت ألمانيا. كانت الشخصيات التي قدمها في مسرحية المهرج كوستاف والجدة مشهورة جدا حيث تناولت شخصية الجدة العديد من الصفات مثل الهزل والسخرية للمجتمع بالرغم من مظهرها الخارجي الذي يوحي بالعكس.
أسس برنارد ليزيميولر ورالف هيكرمان دار اوبرا للدمى في لينداو عام 2000 حيث قدمت العديد من العروض الاوبرا بالإضافة إلى عروض لدمى الماريونت التي تترقص على انغام سمفونية بحيرة البجع.
اما مدينة اوسبرغ فتشتهر بوجود مسرح اوسبرغ لدمى الماريونت الذي تأسس على يد ولتر اوهميكان والذي مازال يقدم العروض إلى يومنا هذا. يجاور المسرح متحف للدمى يملكه حفيدي مؤسس المسرح وهما كلاوس وجوريكلن مارسكال.

### جمهورية التشيك

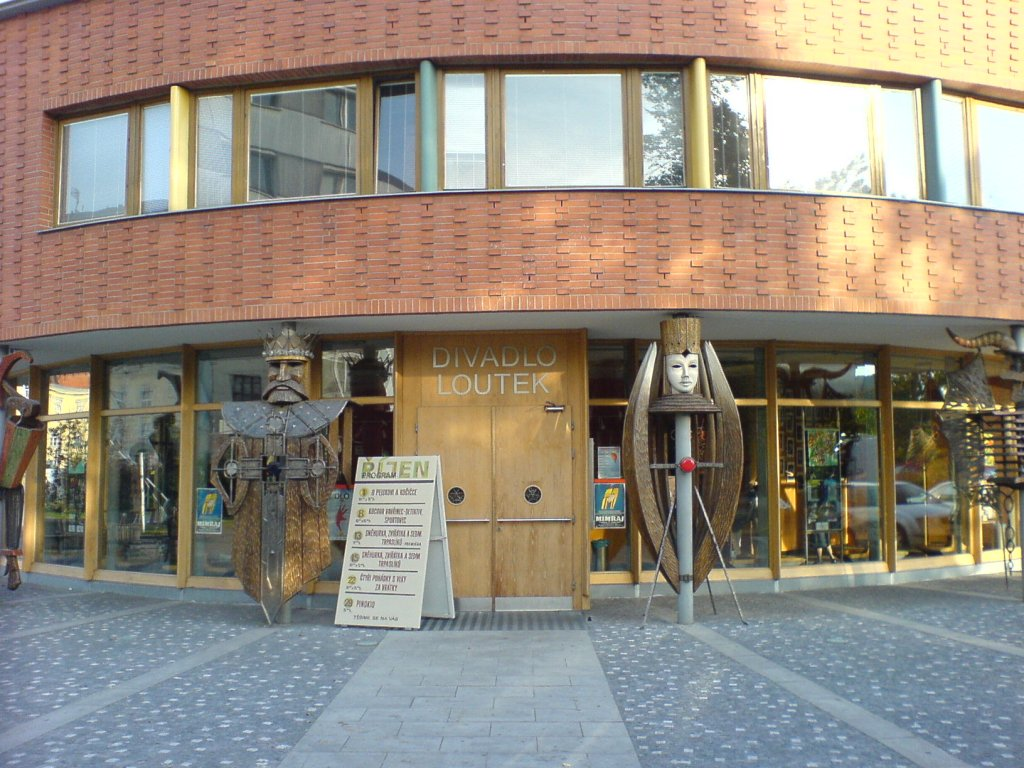
مسرح الدمى في اوسترافا، التشيك.

تشتهر التشيك وبالتحديد مدينة براجوي بوجود مسارح الدمى المتحركة (الماريونت) التي يعود تاريخها لعدة عقود مضت حيث يسهل تقفي اثر تلك الدمى الذي يعود للنصف الأول من القرون الوسطى وظهرت الدمى لأول مرة بالوقت الذي شهدت التشيك حرب استمرت ل30 عاما. ان أول محرك دمى هو جان جيري برات والذي ولد عام 1724 وكان والده يعمل كنجار في إحدى المدن مما ساعده على صناعة الدمى ومسرح الدمى الخاص به اما ماتيجي كوبيكي فقد اشتهر بالقرن التاسع عشر والذي يعتبر المسوؤل عن نقل افكار الوعي إلى التشيك.
وفي عام 1920 و1926 على التوالي صنع جوسيف سكوبا أشهر شخصيتين له وهما الاب سبيبل الهزلي وابنه هورفينك الوضيع اما في عام 1930 اقيم أول مسرح فني للدمى بينما يعتبر مسرح الدمى الوطني أحد أهم الهيئات التي تعنى بالدمى في براجوي وان إحدى العروض الرئيسية التي عرضت كانت في كانت اوبرا دون جيوفاني إحدى  ابداعات موزارت وطغت ازياء القرن الثامن عشر على العرض كما ان هنالك عدة عروض أخرى قام ماريك بيكا بتاليفها  مثل Buchty a Loutky أي (الدمى والحلوى). استخدمت الدمى في أفلام الرسوم المتحركة منذ عام 1946 وكان جيري ترنكا رائدا بهذا المجال بعتراف الجميع اما ميروسلاف تريختنار فقد كان أستاذ بفن تحريك الدمى الماريونت التقليدية

#### القرن التاسع عشر
في القرن التاسع عشر انتقلت العروض من كونها عروض تقام خارج دور العرض على قارعة الطريق وفي لاماكن العامة وكذبك من كونها مجردعروض منبثقة من مسارح إلى عروض ذات اهمية وتقام في بمسارح مشهورة حيث كانت بالابق تقام في اماكن لا يرتادها الا الصوص والغجر
شهدت عروض الدمى في القرن التاسع عشر تنافس شديد من قبل عروض أخرى كفن الفودفيل المسرحي والقاعة الموسيقية ولكنها تغلبت على هذه التحديات عن طريق تطوير نوعية العروض التي تقدمها وكذلك مشاركة الدمى بكل أنواع العروض المسرحية الشهيرة الأخرى وعن طريق التجديد المستمر وإنتاج عروض بمواضيع جديد لم يرى الاوربين مثيل لها من قبل والتي استهدفت فئات عدة من المجتمع باماكن جديدة وقريبة لساحل البحر.

### أمريكا الشمالية
إن حضارة التيوتيهواكان التي تقع في منتصف المكسيك والتي تعود ل 600 قبل الميلاد كان فيها تماثيل يمكن ان تحرك ايديها واقدامها وكانت تستخدم بالعادة في الطقوس الجنائزية كما كان للشعوب الاصلية في أمريكا بعض الدمى التي تستخدم في الجنائز. رافقت عام 1519  دميتين السيد هيرناندو كورتيز في رحلته الأولى إلى المكسيك وكان الاوربين قد جلبوا الدمى الخاص بهم والتي تميزت بشكلها وهيئتها الاوربية المميزة إلى أمريكا. 
وخلال فترة الكساد الذي حل في أمريكا قام محركي الدمى الفولكلورية بالتنقل من مكان لاخر ومن كرنفال لاخر وقدموا عروض بنماذج ودمى قاموا هم بصنعها وسيناريوات قاموا بكتابتها.
اما في القرن العشرين فقد حدث بعض التطور في مجال عروض الدمى في العالم عامة وفي الولايات المتحدة على وجه التحديد فقد دخلت دمى الماريونت عالم التلفاز في اربعينات القرن الماضي وبالتحديد في عرض هاودي دودي في الولايات المتحدة بوصفه أحد أشهر عروض التي يتضمن دمية ماريونت فيه اما بيل بيرد فقام بكل ما في وسعه لاعادة فن دمى إلى سابق عهده بالولايات المتحدة وقام زوجته كورا ايلسنبيرك بمساعدته  وكان الزوجان يملكان مسرح الدمى الخاص بهم. كما اشتهر في تلك الحقبة ايجر بيركن الذي كان يتقن فن التكلم من البطن والذي قدم مساهمة كبيرة لتاريخ فن الدمى.في عام 1960 قام مسرح بيرد اند بوبيت الذي اسسه بيتر سكونمان بتطوير القدرات السياسية والفنية لمسرح بطريقة مميزة وقوية ويمكن التعرف عليها بسرعة مما جعله ايقونة بين المسارح الأخرى وفي تللك الاثناء، قام جيم هينسون بعمل نوع من الدمى الناعمة والتي تتكون من المطاط والقماش والتي أصبحت فيما بعد تعرف بأسم دمى «ذا موبيتس» حيث قدمت هذه الدمى عرض موجه للاطفال سمي بشارع السمسم أو سمسمي ستريت ولكنه سمي فيما بعد باسم (موبيت شو) وحث هذا البرنامج الناس ع تقليده في الكثير من دول العالم.اشتهر عرض «مدام» الكوميدي الساخر  في تلك الاثناء الذي قدمه ويلاند فلاورس والذي قدم مساهمة كبيرة في عالم الدمى. يعتبر سيد ومارتي كروفت أشهر محركي دمى في أمريكا وخاصة في فترة الستينات والسبعينات من القرن الماضي حيث قدمى برامج مثل اتش ار بوفنستوف وليدسفيل وظهرت الدمى كذلك في سلسلة أفلام ستار وردز الشهيرة بشخصية يودو حيث قام الممثل الأمريكي رانك يوز بادء صوت يودو.

### أستراليا
لسكان استرايا الاصليين حكايات وقصص شعبية تناقلوها من جيل لاخر منذ الاف السنين وإلى يومنا هذا  واستخدموا الاقنعة واشياء أخرى لايصال المعنى والمغزى من القصة والذي بالعادة ما يكون عن الاخلاق والطبيعة. نحت الاقنعة من خشب الاشجار ولونت بالوان زاهية وكذلك بقطع من الريش .
أسس بيتر سكيرفين مسرح الماريونت في أستراليا في ستينات القرن الماضي ووضع عدد من دمى الماريونت الجميلة والتي شاركت في عروض مسرحية مثل تينتووكيز وليتل فيلا بيندي وكذلك ذا ايكسبوريرس واخيرا ذا وتر بابيز .
في عام 1977 ذهب فيليب ايدمينستون الذي عمل جنب إلى جنب مع بيتر في مسرح الماريونت إلى ذا كراند انفنجر من اجل إنتاج عروض لدمى الماريونت الفخمة وبالطبع تحت ظل شركته ثيترسترينغ حيث شمل العرض 127 دمية كما كلف 120000 الف دولار وبدأ العرض في مدينة نامبور في 28 من شهر اب عام 1977 في قاعة العروض المدنية ثم انتقل إلى سيدني  وماليبورون ثم اخيرا إلى بريسبان واشرف ايريك كروس على الجانب الموسيقي من العرض .تدور احداث القصة حول رحلة الكابتن جاميس كوك وعالم النبات جوزيف بانكس على متن سفينة اتش ام اس ايندوفر في جزيرة بحر الجنوب. قدم فيليب ايدميستون العديد من العروض في ثمانينات وتسعينات القرن الماضي من خلال شركته الجديدة كوينزلاند.
قامت باربارا تومبول وزوجها بيل بتأسيس مسرح بيلبار للدمى والذي جاب مناطق عديدة من أستراليا وكان يخضع لاشراف مباشر من مجلس كوينزلاند للفنون في سبعينيات وثمانينيات القرن الماضي ومن العروض التي قدموها ذا لوكي جارم وفوني بون وكذلك اوبيرا موزارات الشهيرة باستيان أوند باستين وايضا ليزي ليزا. ان الدمى التي استخدمت في مسرح بيلبار طيلة تلك السنين وضعت الآن في مركز كوينزلاند للفنون الأدائية في مدينة بريسبان.
قدم دايفيد بولتون العديد من عروض الدمى خلال جولة التي قام بيها في مناطق مختلفة وبمساندة زوجته سالي ومن خلال مجلس كوينزلاند للفنون لعدة سنوات منذ اواخر سبعينات القرن الماضي وقدم كوين وبيتر لييف كذلك العديد من عروض الدمى خلال جولتهم ويعد «بيز هاي» أحد أشهر عروضهم والذي يقدم على انغام وسيمفونيات الموسيقار الفرنسي الشهير جورج بيزيه .ان دمى ايهمير إحدى تلك المجموعات الناجحة التي تقدم عروض الدمى.
يعد دافيد هاميلتون أحد أشهر محركي الدمى في أستراليا وكان يقوم بالعديد من الجولات المستقلة والتي تخضع لاشراف مجلس كوينزلاند للفنون مباشرة. ان بعض الدمى التي استعملها في عروضه عرضت في معرض خاص للدمى الذي أقيم في مجمع كوينزلاند للفنون الاستعراضية عام 2018.
اشتهر الممثل والمذيع جيمي دان  بعروضه الكوميدية التي يقدمها مع دميته «ارجو» في عدد من البرامج على شبكة سفن الأسترالية في ثمانينات وإلى تسعينات القرن الماضي
وتدرب جيمي في أمريكا على يد عدد من المحترفين في مجال عروض الدمى من شركة جيم هينسون وشركة بريت هانسون وكذلك شركة لاريكين والتي مقرها في مدينة بريزبان والتي تعد إحدى الاماكن القليلة التي مازلت إلى يومنا هذا تعلم فن عروض الدمى في أستراليا وكذلك قدم مسرح كاباريت للدمى الذي يقع في ريدلاند في بريزبان العديد من العروض التي تخص الأطفال والبالغين.
اما في مدينة ميلبورون فان مسرح هاندسبان (1977-2002) الذي ابتداء بداية متواضعة حتى وصل إلى ذلك المسرح الذي يشتهر الذي ابهر الناس بتصميمه الرائع حتى أطلق عليه الناس «المسرح البصري» كما انه أصبح بيت للمشاريع الابتكارية وملجا للتعاون بين كل الوسائل الاعلامية الأسترالية.

## معرض صور

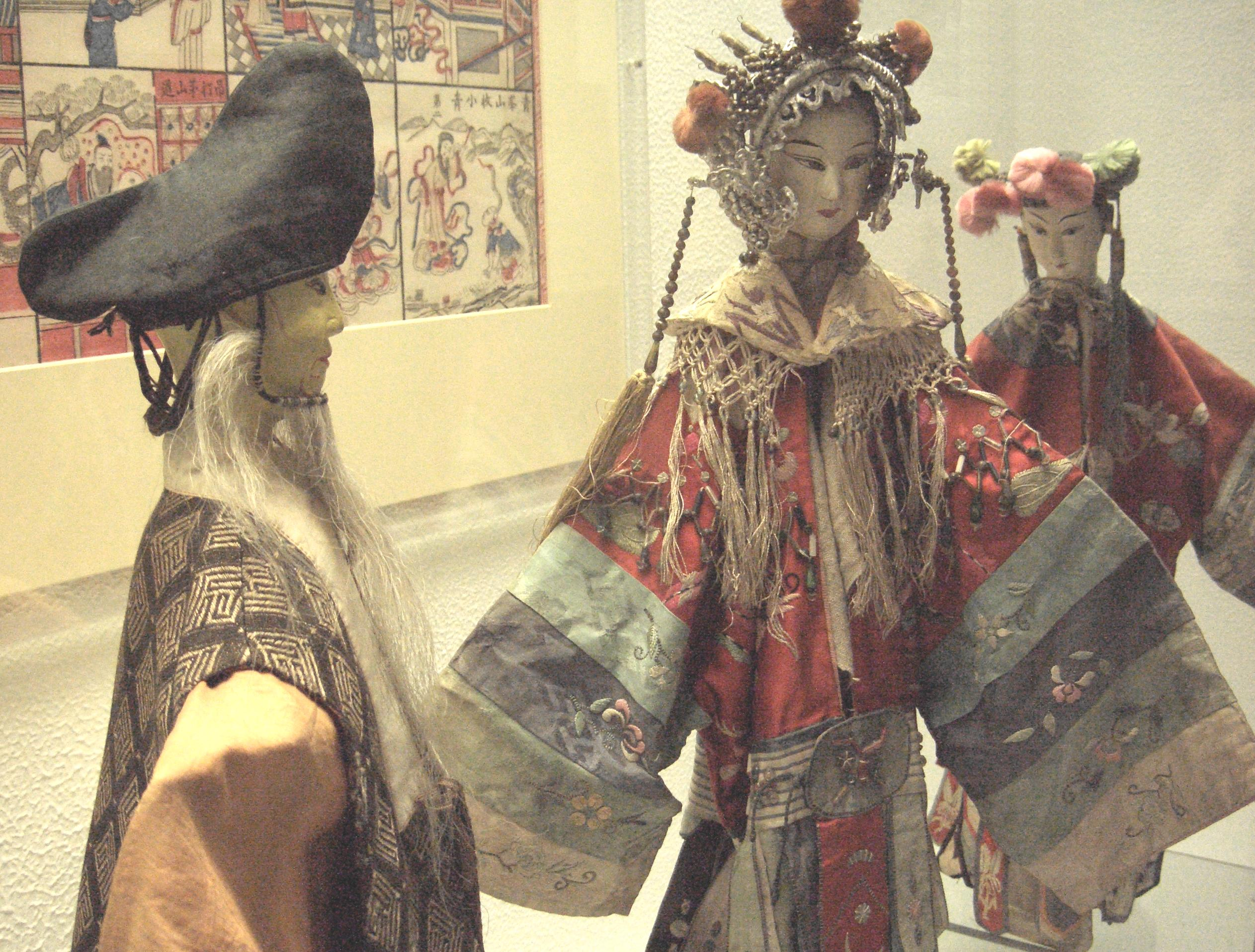
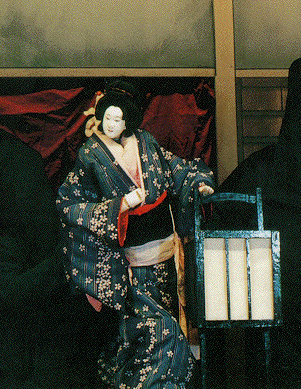
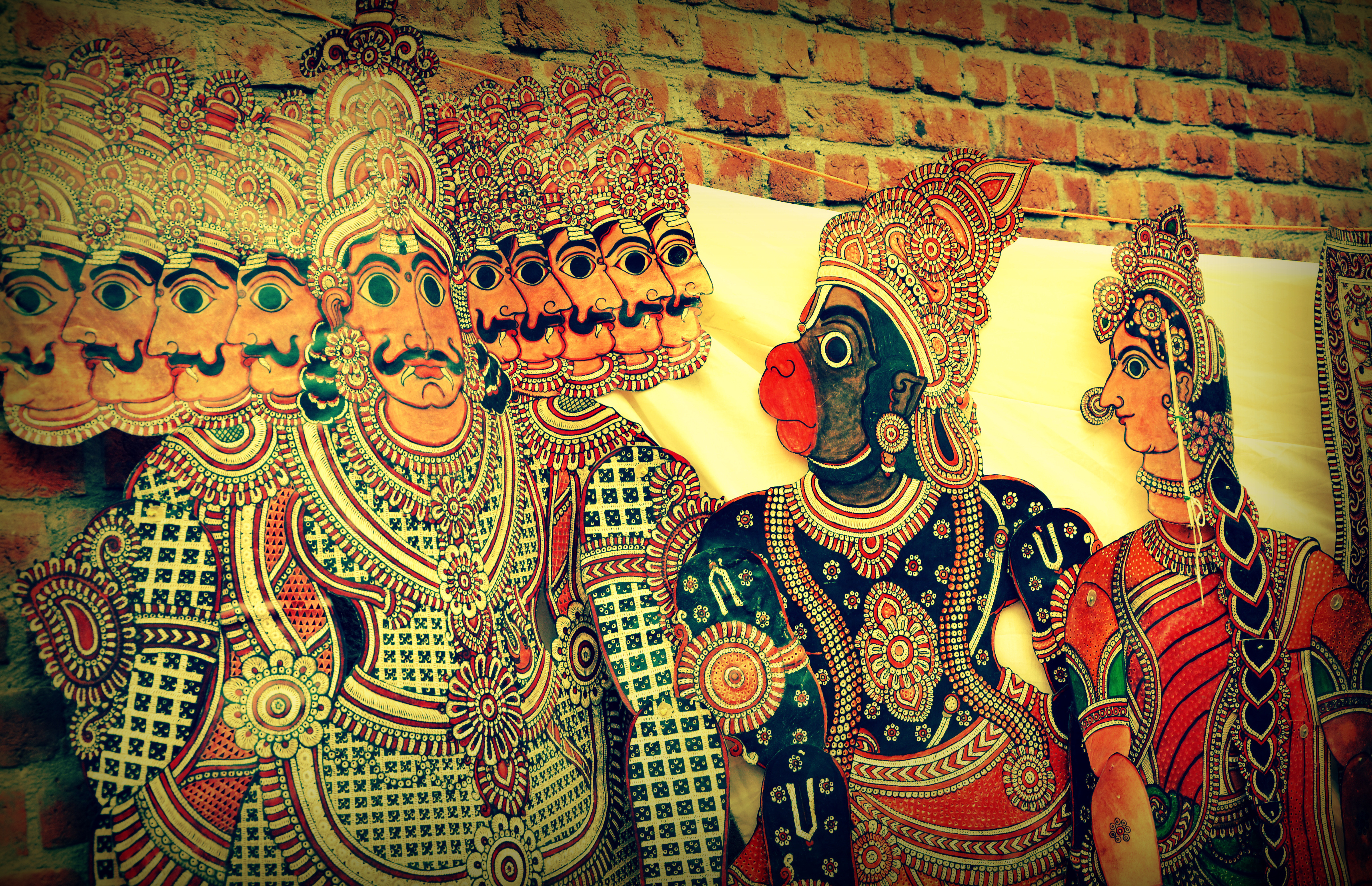
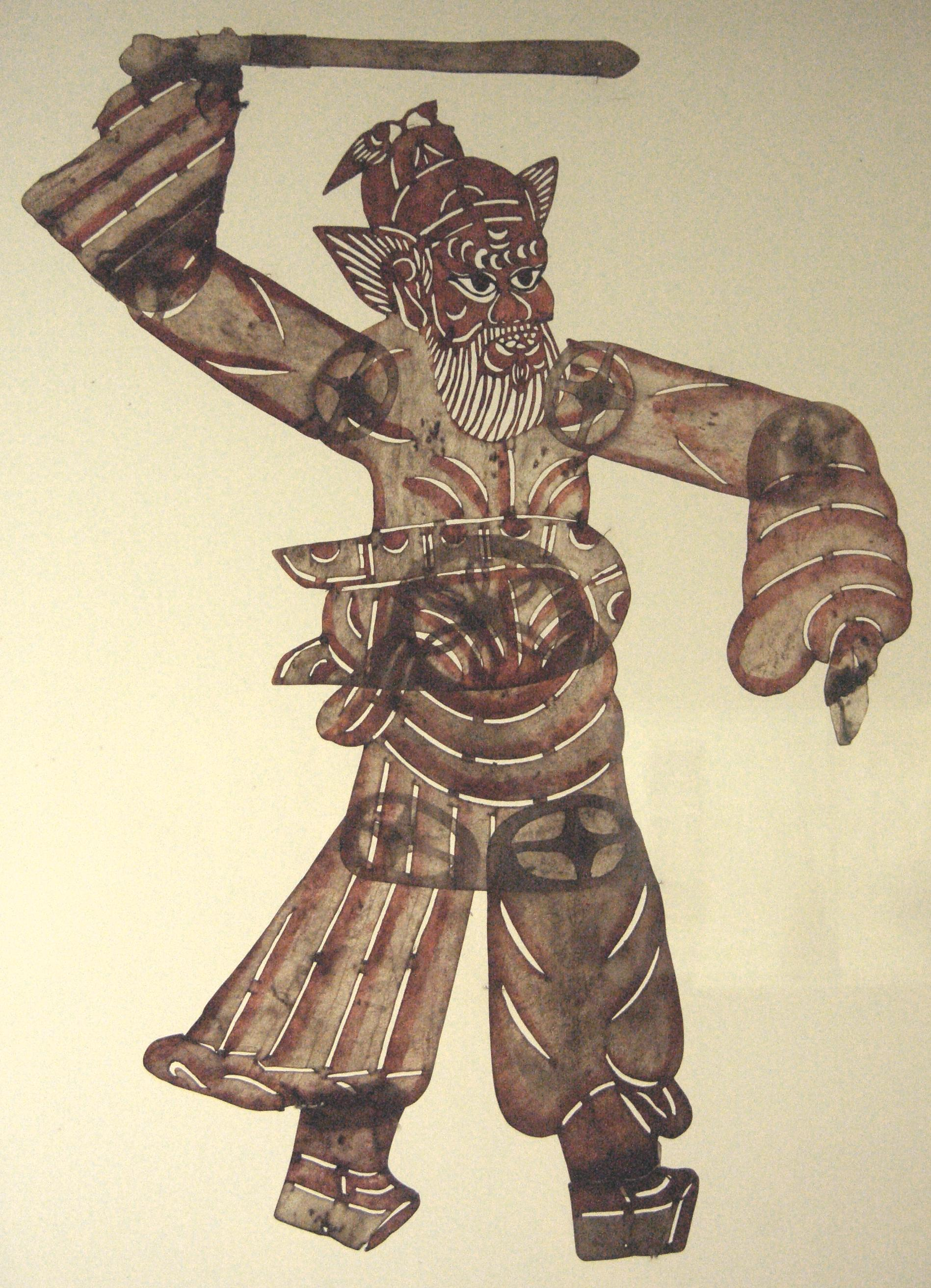
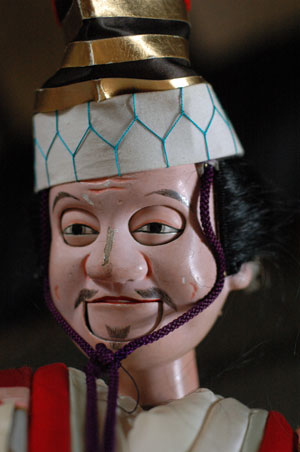